# General Electric J47
General Electric J47 byl americký proudový motor, vyvinutý z motoru J35. J47 byl první proudový motor s axiálním kompresorem použitý komerčně ve Spojených státech. Poprvé byl použit roku 1948 a do roku 1956 se ho vyrobilo víc než 30 000 ks. Ve vojenském letectvu sloužil do roku 1978. Poháněl např. bombardér B-47E.

## Specifikace (J47-GE-25)

### Technické údaje
- Typ: Proudový motor
- Průměr: 93.3 cm
- Délka: 370 cm
- Hmotnost suchého motoru: 1 158 kg

### Součásti
- Kompresor: 12stupňový axiální kompresor
- Spalovací komora: prstencová
- Turbína: 1stupňová

### Výkony
- Maximální tah:
  - 26,56 kN při 7950 ot/min
  - 31 kN s vstřikováním vody
- Celkový poměr stlačení: 5,35
- Průtok/hltnost vzduchu: 42 kg/s
- Měrná spotřeba paliva: 103,36 kg/kN/h
- Poměr tah/hmotnost: 22,95 N/kg při vzletu na suchý tah